# Mouvement national contre le racisme
Pour les articles homonymes, voir Mouvement national.
Le Mouvement national contre le racisme ou MNCR est une ancienne association française de la Résistance intérieure française dont le but était d'aider des enfants risquant la déportation.
Créé en septembre 1942 à l'initiative des résistants membres des Francs-tireurs et partisans - Main-d'œuvre immigrée (FTP-MOI), le Mouvement national contre le racisme a pour vocation de réunir des résistants juifs et non-juifs pour des actions à caractère humanitaire : cacher des enfants qui risquent la déportation, organiser des évasions et le passage des frontières, fabriquer des faux-papiers.
Le MNCR agit alors avec l'Union des juifs pour la résistance et l'entraide (UJRE). Il imprime deux journaux clandestins : J'accuse en zone Nord, et Fraternité en zone Sud. Dès octobre 1942, J'accuse publie des témoignages sur l'extermination massive des juifs déportés en Europe de l’Est.
Le 22 mai 1949, d'anciens membres du MNCR et diverses personnalités telles que le peintre Chagall créent le Mouvement contre le racisme, l'antisémitisme et pour la paix (MRAP).

## 1942-1949: le MNCR (Mouvement national contre le racisme)

### La clandestinité
Depuis le XIXe siècle, la France a fait appel aux migrants européens (Espagnols, Italiens, Belges, Allemands, Polonais) qui travaillent dans l'industrie minière, le bâtiment, l'agriculture et l'artisanat. Durant le XIXe siècle et le début du XXe, la France connaît des manifestations de xénophobie. Par exemple, à Aigues Mortes en août 1893, une dizaine d'ouvriers italiens employés dans des salines sont lynchés par des ouvriers français qui leur reprochent de leur voler leur travail[réf. nécessaire].
Depuis le XXe siècle arrivent régulièrement des femmes et des hommes qui fuient les persécutions : des Arméniens après le génocide de 1915, des juifs d'Europe de l'Est victimes de massacres en Pologne, en Roumanie, en Russie dans les années 1920 et 30, des Espagnols en 1939 à la suite de la victoire franquiste sur les Républicains espagnols.
Très tôt sont prises des mesures pour contrôler les étrangers : la loi du 10 août 1932 établit des quotas d'étrangers dans les entreprises et les départements; elle permet de refuser les séjours d'étrangers sur des critères arbitraires. Dès lors, les contrôles, les refoulements, et les expulsions se multiplient.[réf. nécessaire]
Parmi les immigrés fuyant les persécutions de leur pays d'origine, les juifs d'Europe de l'Est sont estimés à environ 200 000 en 1936. Faibles numériquement, ils font pourtant l'objet de violentes attaques antisémites. « Avec l'afflux des réfugiés fuyant les dictatures environnantes, ceux que les experts de l'immigration "choisie" présentaient comme des "indésirables" deviennent alors la "racaille" et les "métèques" contre lesquels s'acharnent la droite et l'extrême droite ».
Le bref épisode du Front populaire influe peu sur la politique vis-à-vis des étrangers. À la veille de la Seconde Guerre mondiale, la xénophobie et l'antisémitisme en France sont virulents. L'invasion de la France par l'armée allemande en mai 1940 permet à Philippe Pétain de se faire accorder tous les pouvoirs.
Les mesures à l'encontre des juifs sont parmi les premières prises par le gouvernement de Vichy. Elles inaugurent une politique de persécutions systématiques : de juin à décembre 1940, 46 décrets, lois et ordonnances sont promulgués contre les juifs, qui sont exclus de la fonction publique, qui n'ont plus le droit d'exercer des professions libérales, et qui sont dépossédés de leurs entreprises ; des numeraus clausus sont institués dans les universités. Ce dispositif s'accompagne d'une propagande antisémite relayée par les médias et les discours politiques.
Créé en septembre 1942 à l'initiative des résistants membres des Francs-tireurs et partisans - Main-d'œuvre immigrée (FTP-MOI), le Mouvement national contre le racisme (MNCR) est un mouvement dont la vocation est de réunir des résistants juifs et non-juifs pour des actions à caractère humanitaire : cacher des enfants qui risquent la déportation, organiser des évasions et le passage des frontières, fabriquer des faux papiers.
Le MNCR agit avec l'Union des juifs pour la résistance et l'entraide, l'UJRE, dont l'organe Droit et Liberté sera donné au MRAP à sa création.
Le MNCR imprime deux journaux clandestins : J'accuse en zone Nord, et Fraternité en zone Sud. Dès octobre 1942, J'accuse publie des témoignages sur l'extermination massive des juifs déportés en Europe de l'Est.
Il édite une brochure clandestine et anonyme à la fin de l'automne 1943 à Toulouse avec des contributions des philosophes Vladimir Jankélévitch et Étienne Borne et du géographe Daniel Faucher sur Le Mensonge raciste : Ses origines, sa nature, ses méfaits.

### L'après-guerre
Les années 1945 et 1946 voient le retour des déportés. Nombreux sont ceux qui rentrent pour constater que leur famille a été exterminée, qu'ils ont été dépossédés de tout, qu'ils vont devoir recommencer à zéro.
Une des premières activités du MNCR et d'autres associations, notamment de l'UJRE, est de soutenir les déportés et leurs familles. Une aide matérielle est apportée aux orphelins, et on tente de rendre à leur famille les enfants juifs que les familles d'accueil parfois ne veulent plus rendre. Une aide juridique est apportée aux juifs déportés dont les logements ont été occupés par des « locataires de bonne foi » (il faudra attendre une jurisprudence de 1950 pour que les héritiers des déportés puissent réoccuper les logements habités par leurs parents disparus). « En dépit des persécutions massives dont elle a été victime, écrit Gérard Noiriel, la communauté juive s'illustre par son dynamisme au lendemain de la guerre. Le tissu associatif très dense qui avait été constitué dans les années 1930 reprend vigueur. La Fédération des sociétés juives de France développe de nouveau ses activités à l'écart des partis (120 organisations affiliées en 1946). Dans l'ensemble, ce mouvement associatif est toutefois largement dominé par le PCF ».

### «L'Alliance antiraciste»: les premières divergences politiques
En février 1945, les membres du MNCR décident de constituer L'Alliance Antiraciste, qui regroupe des militants de tous horizons. Parmi ceux-ci, se trouvent des membres de la LICA (Ligue internationale contre l'antisémitisme), constituée à l'initiative de Bernard Lecache et dissoute sous l'occupation. Des divergences apparaissent très vite.
D'abord des conflits de milieux : les membres de la LICA sont considérés comme des notables alors que ceux du MNCR viennent de milieux ouvriers ou des petits artisans.
Ensuite des conflits de générations : les membres de la LICA sont plus âgés que les membres du MNCR. Enfin, des divergences politiques se font jour : des militants communistes et progressistes s'opposent au sein de l'Alliance antiraciste au courant gaulliste.
Une partie des membres issus du MNCR seront exclus de l'Alliance Antiraciste au congrès de juin 1947, et le conflit s'accentuera lors de la Conférence nationale de juillet 1948. Fin 1948, la LICA se reconstitue d'abord sous le titre « Alliance antiraciste (LICA) ».
Dans un article paru dans Droit et Liberté (la future revue du MRAP), en janvier 1949, Charles Feld, secrétaire général évincé, s'alarme de la baisse des effectifs « depuis l'exclusion de militants antiracistes convaincus venus de tous les horizons de l'opinion démocratique » et déplore « l'absence de toute action réelle, de toutes les grandes causes qui aujourd'hui soulève les hommes libres ». Il dissèque l'opposition qui existe au sein de l'Alliance. Pour lui, le courant dirigeant autour de Bernard Lecache prétend détacher l'action antiraciste des contingences politiques, alors que pour le MNCR existe un lien entre les faits de racisme et les faits politiques : « Il reste qu'une union pour l'action de tous les hommes de bonne volonté est possible. L'heure du choix est venue pour eux. Il s'agit de stopper les progrès de l'antisémitisme et du racisme, et plus généralement de lutter contre toutes les manifestations du fascisme. Ou bien on est avec les hommes du passé et alors on se prépare des lendemains amers et sanglants. Ou bien on est avec les grandes masses du peuple ardentes et généreuses, et sans lesquelles rien ne peut être fait. »
L'élément qui consommera la rupture aura lieu le 22 mai 1949, au Cirque d'Hiver, lors de la « journée internationale contre le racisme, l'antisémitisme, et pour la paix », qui est le congrès fondateur du MRAP. Les membres du comité des jeunes de la LICA, dont Charles Palant est Président, décident d'assister à cette journée. Parce qu'ils pensent que la création du MRAP se fait contre eux, les dirigeants de la LICA leur demandent de ne pas le faire, interdisent la double allégeance entre ce futur-MRAP et la LICA, et les excluent de la LICA en juin 1949. L'année suivante, Charles Palant succèdera à maître Maurice Grynspan au poste de secrétaire général du MRAP (il le restera pendant 21 ans).
On voit ici la genèse de la cassure qui existera entre la future-LICRA et le MRAP.